# Konäs
Konäs är en by i Åre kommun vid Kallsjöns östra strand. Byn ligger vid foten av fjället Suljätten som enligt sägnen är en gammal besegrad jätte i profil.